# São Mateus do Sul
São Mateus do Sul ist ein brasilianisches Munizip im Süden des Bundesstaats Paraná. Es hatte 2021 geschätzt 47.137 Einwohner, die sich São-Mateuenser nennen. Seine Fläche beträgt 1.342 km². Es liegt 780 Meter über dem Meeresspiegel.

## Etymologie
Ursprünglich trug die Kolonie den Namen Porto Santa Maria, zu Ehren der Beschützerin der Frauen und Kinder der Gründer. Später wurde der Name in Colônia Maria Augusta geändert, zu Ehren der Frau eines Verwalters der Kolonie. Als Nächstes erhielt sie den Namen Colônia São Mateus. Bei der Erhebung zum Munizip 1908 bekam sie den Namen São Mateus. Im Jahr 1943 wurde sie per Staatsdekret schließlich in São Mateus do Sul umbenannt.

## Geschichte

### Besiedlung
Die Siedlung São Mateus do Sul diente als Stützpunkt für Truppen, die vom Gouverneur des Kapitanats São Paulo, Luís António de Sousa Botelho Mourão, auch bekannt als Morgado de Mateus, mit dem Ziel der Eroberung von Guarapuava eingesetzt wurden. Erstmalig betrat Leutnant Bruno da Costa Filgueiras mit seiner 25-köpfigen Vierten Tibagi-Expedition 1769 das Land.
Die erste dauerhafte Ansiedlung erfolgte 1877 durch Brasilianer. Später wurde versucht, eine Kolonie mit Spaniern zu gründen. Diese gewöhnten sich jedoch nicht an die Verhältnisse und zerstreuten sich wieder, so dass nur Einzelne übrig blieben. Im Jahr 1885 wurden Deutsche von der Nachricht angezogen, dass es in der Region Erdöl gibt, darunter Rudolph Wolff und Gustav Friedrich Thenius.

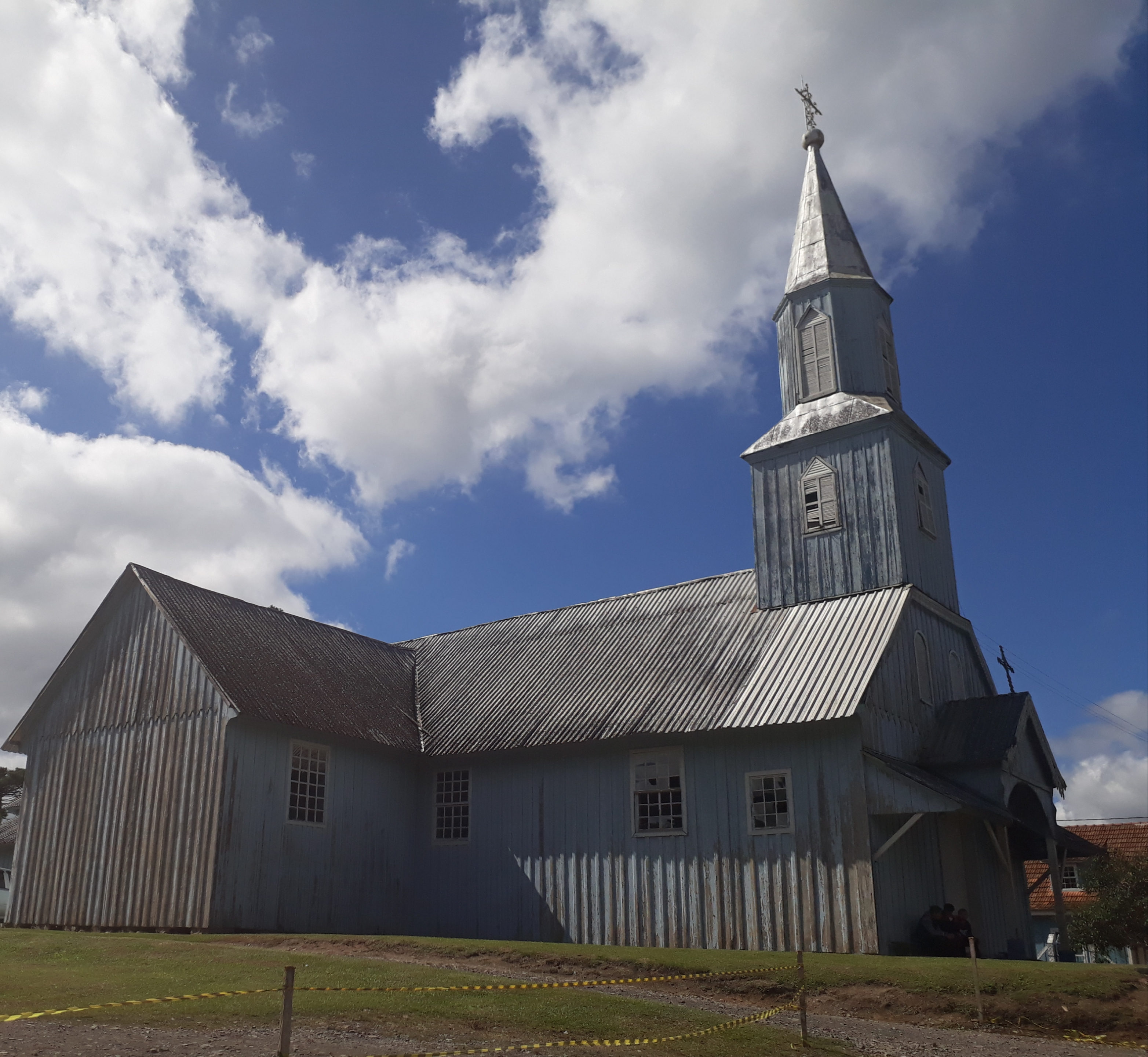
Kirche in Agua Branca

Im Jahr 1890 kamen Polen unter der Leitung von Sebastião Edmundo Woss Saporski mit 2000 Familien an. Die Einwanderer stammten größtenteils aus dem Königreich Polen und gehörten dem Proletariat an. Sie wurden von der Propaganda eines vielversprechenden Landes angezogen, in dem Milch und Honig flössen. Am Anfang hatten sie viele Schwierigkeiten und mussten in grasgedeckten Hütten wohnen, bis ihre Grundstücke vermessen und zugeteilt waren. Im obersten Teil wurde das Gelände für die künftige Stadt mit 78 städtischen Parzellen abgegrenzt. Um den Kern herum wurden die vier Kolonien Colônia Iguaçu, Colônia Taquaral, Colônia Cachoeira und Colônia Canoas vorgesehen. Die Kolonien wurden von Pater Smolucha benannt. Später kam noch die Colônia Água Branca hinzu, wo sich weitere 200 Familien ansiedelten.
Zu Beginn basierte die Wirtschaft der Kolonie auf der Landwirtschaft und der Gewinnung von Holz und Herva Mate, dem Hauptreichtum der Region. Mit der Einführung der Dampfschifffahrt auf dem Iguaçu wurde São Mateus zum wichtigsten Hafen und Handelszentrum der Region.
Mit dem Ende der Schifffahrt auf dem Iguaçu in den 1950er Jahren begann eine Zeit der wirtschaftlichen Stagnation. Wachstum setzte erst Ende der 1960er Jahre wieder ein, als Petrobras beschloss, eine Versuchsanlage zur Ausbeutung des in der Gemeinde vorhandenen Schiefergesteins zu errichten. Mit der industriellen Ausbeutung dieses Gesteins erhielt São Mateus do Sul einen wichtigen Impuls für seine wirtschaftliche Entwicklung.

### Erhebung zum Munizip
São Mateus do Sul wurde durch das Staatsgesetz Nr. 763 vom 2. April 1908 aus São João do Triunfo ausgegliedert und in den Rang einer Vila (später: eines Munizips) erhoben und am 21. September 1908 als solche installiert.

## Geografie

### Fläche und Lage
São Mateus do Sul liegt auf dem Segundo Planalto Paranaense (der Zweiten oder Ponta-Grossa-Hochebene von Paraná). Seine Fläche beträgt 1342 km². Es liegt auf einer Höhe von 780 Metern.

### Vegetation
Das Biom von São Mateus do Sul ist Mata Atlântica.

### Klima
Das Klima ist gemäßigt warm. Es werden hohe Niederschlagsmengen verzeichnet (1552 mm pro Jahr). Im Jahresdurchschnitt liegt die Temperatur bei 18,0 °C. Die Klimaklassifikation nach Köppen und Geiger lautet Cfb.

### Gewässer
São Mateus do Sul liegt im Einzugsgebiet des Iguaçu. Dieser durchfließt das Munizip von Ost nach West und bildet zusammen mit seinem linken Nebenfluss Rio Negro die südliche Grenze zu Santa Catarina. Der Rio Potinga und der Rio Claro bilden streckenweise die westliche Grenze des Munizips.

### Straßen
São Mateus do Sul liegt an der BR-476 von Porto União nach Curitiba. Über die PR-151 kommt man im Norden nach São João do Triunfo.

### Nachbarmunizipien
| Rebouças und Rio Azul | São João do Triunfo                         |                |
| Mallet                | Kompassrose, die auf Nachbargemeinden zeigt |                |
| Paulo Frontin         | Três Barras-SC und Canoinhas-SC             | Antônio Olinto |

## Stadtverwaltung
Bürgermeisterin: Fernanda Garcia Sardanha, PSD (2021–2024)
Vizebürgermeister: Adão Brudnicki Staniszewski, PROS (2021–2024)

## Demografie

### Bevölkerungsentwicklung
| Jahr | Einwohner | Stadt | Land |
| ---- | --------- | ----- | ---- |
| 1920 | 14.235    |       |      |
| 1940 | 21.444    | 11 %  | 89 % |
| 1950 | 20.553    | 15 %  | 85 % |
| 1960 | 19.097    | 20 %  | 80 % |
| 1970 | 23.635    | 26 %  | 74 % |
| 1980 | 26.977    | 42 %  | 58 % |
| 1991 | 33.138    | 48 %  | 52 % |
| 2000 | 36.569    | 58 %  | 42 % |
| 2010 | 41.257    | 62 %  | 38 % |
| 2021 | 47.137    |       |      |

Quelle: IBGE, bis 2010: Volkszählungen und für 2021: Schätzung

### Ethnische Zusammensetzung
| Gruppe * | 1991    | 2000    | 2010    | wer sich als …                                                                   |
| --- | ------- | ------- | ------- | -------------------------------------------------------------------------------- |
| Weiße | 87,0 %  | 88,2 %  | 83,3 %  | weiß bezeichnet                                                                  |
| Schwarze | 1,0 %   | 2,1 %   | 1,8 %   | schwarz bezeichnet                                                               |
| Gelbe | 0,0 %   | 0,1 %   | 0,2 %   | von fernöstlicher Herkunft wie japanisch, chinesisch, koreanisch etc. bezeichnet |
| Braune | 11,9 %  | 8,9 %   | 14,6 %  | braun oder als Mischung aus mehreren Gruppen bezeichnet                          |
| Indigene | 0,1 %   | 0,2 %   | 0,1 %   | Ureinwohner oder Indio bezeichnet                                                |
| ohne Angabe | 0,0 %   | 0,4 %   | 0,0 %   |                                                                                  |
| Gesamt | 100,0 % | 100,0 % | 100,0 % |                                                                                  |
| *) Das IBGE verwendet für Volkszählungen ausschließlich diese fünf Gruppen. Es verzichtet bewusst auf Erläuterungen. Die Zugehörigkeit wird vom Einwohner selbst festgelegt. |         |         |         |                                                                                  |

Quelle: IBGE (Stand: 1991, 2000 und 2010)

## Wirtschaft

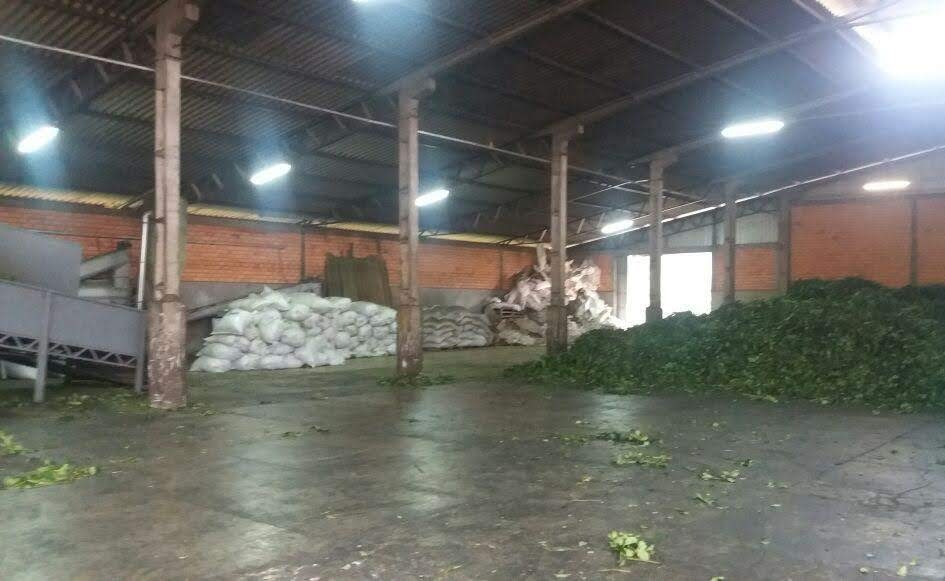
Mate-Verarbeitung

Die Wirtschaftstätigkeit der Gemeinde basiert auf einer modernen und diversifizierten Landwirtschaft, auf Viehzucht sowie auf der Produktion und Verarbeitung von Herva Mate und Holz.
Ein weiterer Schwerpunkt ist die Herstellung von Keramik.
Hinzu kommt die Förderung und Verarbeitung von Schiefergestein, wobei Gas, Öl, Naphtha und Schwefel sowie Nebenprodukte erzeugt werden, die in der chemischen Industrie, im Bauwesen und in der Düngemittelbranche breite Verwendung finden.